# Station Musée d'Orsay
Station Musée d'Orsay (Frans: Gare du Musée d'Orsay) is een spoorwegstation aan de historische spoorlijn Quai-d'Orsay - Paris-Austerlitz, in 1979 verlengd met de indienstname van een ondergronds verbindingstraject tussen de voormalige kopstations Gare des Invalides en Gare d'Orsay. Het ligt in het 7e arrondissement van Parijs.

## Geschiedenis
De Gare d'Orsay werd geopend op 28 mei 1900 en was tot de sluiting in 1939 het kopstation van de lijnen van de Compagnie du chemin de fer de Paris à Orléans naar het Franse zuidwesten. Bij de plannen voor de omvorming tot een museum in de historische stationssite werd er voor gekozen ondergronds een treinstation terug te openen, in combinatie met de aanleg van een verbindingstraject onder de Quai d'Orsay naar de een kilometer meer naar het westen gelegen Gare des Invalides.  Het Station Musée d'Orsay opende in 1979, veertig jaar na de sluiting van het bovenliggende station, en zeven jaar voor de opening van het museum Musée d'Orsay. Dit nieuwe station wordt sinds dat jaar bediend door RER C.

## Diensten
Het station wordt aangedaan door verschillende treinen van de RER C:
- tussen Pontoise en Massy-Palaiseau of Pont-de-Rungis - Aéroport d'Orly. Sommige treinen hebben in plaats van Pontoise Montigny - Beauchamp als eindpunt, in verband met capaciteitsproblemen;
- tussen Versailles-Château-Rive-Gauche en Juvisy/Versailles-Chantiers via Massy-Palaiseau;
- tussen Saint-Quentin-en-Yvelines en Saint-Martin-d'Étampes;
- tussen Pont du Garigliano en Brétigny;
- tussen Invalides en Dourdan - La Forêt.

## Vorige en volgende stations
| Richting                            | Vorig station | Lijn  | Volgend station           | Richting                                                |
| ----------------------------------- | ------------- | ----- | ------------------------- | ------------------------------------------------------- |
| Pontoise C1 Montigny - Beauchamp C3 | Invalides     | RER C | Saint-Michel - Notre-Dame | Massy-Palaiseau C2 Pont-de-Rungis - Aéroport d'Orly C12 |
| Versailles-Château-Rive-Gauche C5   | Invalides     | RER C | Saint-Michel - Notre-Dame | Juvisy C10 Versailles-Chantiers C8 (via Massy)          |
| Saint-Quentin-en-Yvelines C7        | Invalides     | RER C | Saint-Michel - Notre-Dame | Saint-Martin-d'Étampes C6                               |
| Pont du Garigliano                  | Invalides     | RER C | Saint-Michel - Notre-Dame | Brétigny                                                |
| Invalides                           | Invalides     | RER C | Saint-Michel - Notre-Dame | Dourdan - La Forêt C4                                   |